# 薩摩土手

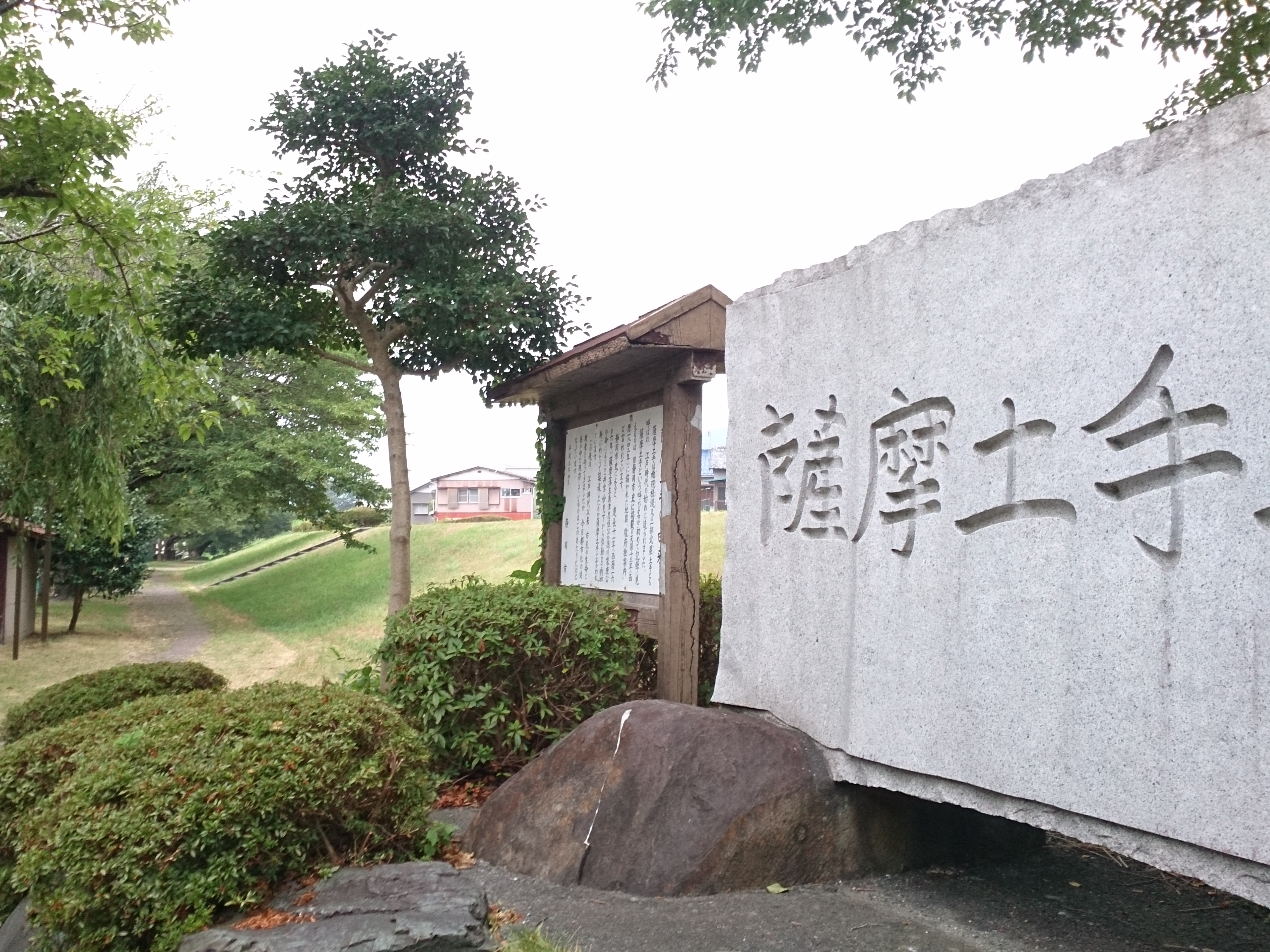
薩摩土手（2015年8月8日）

薩摩土手（さつまどて）、または駿府御囲堤（すんぷおかこいづつみ）は、静岡県静岡市葵区にある江戸時代初期の堤防。
徳川家康が安倍川の氾濫から駿府市街を守るために築堤した。
名に「薩摩」とあるように、築堤に薩摩藩が関わったとする伝承があるが、それを裏付ける確実な証拠は見つかっていない。

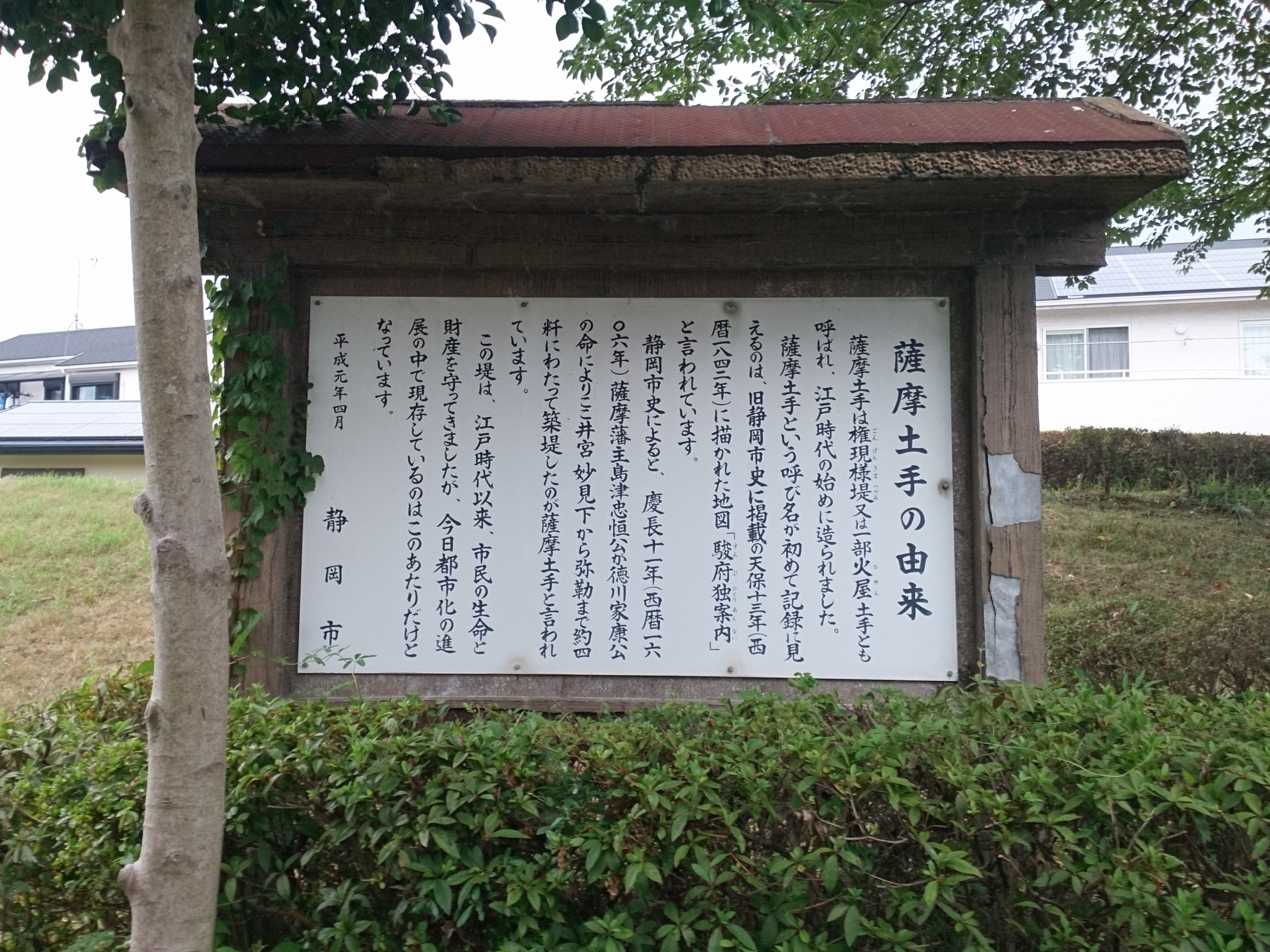
解説板（2015年8月8日）

## 概要
征夷大将軍職を嫡男の徳川秀忠に譲り大御所となった家康が、1606年（慶長11年）ころから開始した駿府城拡張や安倍川治水工事（天下普請）の一環として造られた堤防である。本線となる堤防から枝状の支堤防がいくつか伸びる形状が、雁の飛翔する様に似ることから「雁行性（がんこうせい）堰堤」と呼ばれる。
地元では、薩摩藩主・島津忠恒により大量に運び込まれた石材・木材を用いて築堤されたと伝わり「薩摩土手」として親しまれているが、工事に島津家が関与した事実は立証されていないという。
賤機山西側山麓、井宮（いのみや）妙見神社の山裾から南西方向に造られている。高さ約5.4メートル、全長約4キロメートルを測り、下流の駿河区中野新田（東名高速静岡ICの北側付近）まで続いていた。下流区間の約1.3キロメートルは堤としては残っておらず「さつま通り」（静岡県道354号静岡環状線の一部）となっているが、上流区間は残り、今も予備的な堤防として機能している。
2017年（平成29年）には公益社団法人土木学会選奨の土木遺産に認定された。